# Dschedschora
Die Dschedschora (georgisch ჯეჯორა; ossetisch Джоджора Dschodschora, Стырдон Styrdon) ist ein linker Nebenfluss des Rioni in Georgien und auf dem Gebiet von Südossetien.
Die Dschedschora entsteht im Westen von Südossetien am Südhang des Hauptkamms des Großen Kaukasus. Sie fließt in westlicher Richtung. Südlich des Flusstals erhebt sich der Gebirgszug des Ratscha-Gebirges. Am linken Flussufer der Dschedschora liegt der südossetische Ort Kwaissa. Der Fluss erreicht schließlich den von der Zentralregierung kontrollierten Teil Georgiens und mündet am Südrand von Oni in den Rioni.
Die Dschedschora hat eine Länge von 45 km. Sie entwässert ein Areal von 438 km². Der mittlere Abfluss an der Mündung beträgt 12,2 m³/s.